# Christína Papadáki
Christína Papadáki (Athene, 24 februari 1973) is een tennisspeelster uit Griekenland.

## Loopbaan
Papadáki begon op negenjarige leeftijd met het spelen van tennis.
Op de Olympische Zomerspelen van 1992 en 1996 kwam zij uit voor Griekenland. Tussen 1988 en 1999 speelde ze voor Griekenland 60 partijen op de Fed Cup.
In 1999 won zij met de Nederlandse Seda Noorlander het WTA-toernooi Copa Colsanitas in Bogota – in het enkelspel bereikte zij op datzelfde toernooi de finale, die zij verloor van de Colombiaanse Fabiola Zuluaga.
Papadáki nam deel aan alle grandslamtoernooien, in het enkel- en dubbelspel. In het gemengd dubbelspel speelde zij uitsluitend op Wimbledon, in 1999 met de Nederlander Tom Kempers.
Haar hoogste enkelspelnotering op de WTA-ranglijst is de 72e plaats, die zij bereikte in mei 1999.

## Posities op deWTA-ranglijst
Positie per einde seizoen:
| jaar | rang enkelspel | rang dubbelspel |
| ---- | -------------- | --------------- |
| 1990 | 538            | –               |
| 1991 | 219            | 250             |
| 1992 | 244            | 208             |
| 1993 | 126            | 203             |
| 1994 | 279            | 166             |
| 1995 | 199            | 112             |
| 1996 | 161            | 113             |
| 1997 | 241            | 131             |
| 1998 | 123            | 115             |
| 1999 | 137            | 105             |

## Palmares
| Legenda                |
| ---------------------- |
| Grandslamtoernooi      |
| Olympische Spelen      |
| Year-End Championships |
| Tier I                 |
| Tier II                |
| Tier III               |
| Tier IV & V            |

### WTA-finaleplaatsen enkelspel
| nr.              | finale     | toernooi   | ondergrond | tegenstandster  | score    |         |
| ---------------- | ---------- | ---------- | ---------- | --------------- | -------- | ------- |
| gewonnen finales |            |            |            |                 |          |         |
| geen             |            |            |            |                 |          |         |
| verloren finales |            |            |            |                 |          |         |
| 1.               | 1999-02-21 | WTA Bogota | gravel     | Fabiola Zuluaga | 1-6, 3-6 | details |

### WTA-finaleplaatsen vrouwendubbelspel
| nr.              | finale     | toernooi   | ondergrond | partner         | tegenstandsters             | score    |         |
| ---------------- | ---------- | ---------- | ---------- | --------------- | --------------------------- | -------- | ------- |
| gewonnen finales |            |            |            |                 |                             |          |         |
| 1.               | 1999-02-21 | WTA Bogota | gravel     | Seda Noorlander | Laura Montalvo Paola Suárez | 6-4, 7-6 | details |
| verloren finales |            |            |            |                 |                             |          |         |
| geen             |            |            |            |                 |                             |          |         |

## Resultaten grandslamtoernooien
| Legenda | Legenda                          |
| ------- | -------------------------------- |
| g.t.    | geen toernooi gehouden           |
| l.c.    | lagere categorie                 |
| –       | niet deelgenomen                 |
| G       | uitgeschakeld in de groepsfase   |
| 1R      | uitgeschakeld in de eerste ronde |
| 2R      | uitgeschakeld in de tweede ronde |
| 3R      | uitgeschakeld in de derde ronde  |
| 4R      | uitgeschakeld in de vierde ronde |
| KF      | uitgeschakeld in de kwartfinale  |
| HF      | uitgeschakeld in de halve finale |
| F       | de finale verloren               |
| W       | het toernooi gewonnen            |
| w-v     | winst/verlies-balans             |

### Enkelspel
| toernooi        | 1993 | 1994 |    | 1999 |
| --------------- | ---- | ---- | -- | ---- |
| Australian Open | –    | 1R   | 1R |      |
| Roland Garros   | 2R   | –    | 1R |      |
| Wimbledon       | –    | –    | 1R |      |
| US Open         | 1R   | –    | 1R |      |

### Vrouwendubbelspel
| Australian Open | 1R | 1R | 1R | 1R |
| Roland Garros   | –  | 1R | –  | 2R |
| Wimbledon       | –  | 2R | –  | 2R |
| US Open         | –  | 1R | –  | 1R |

### Gemengd dubbelspel
| toernooi        | 1996 |    | 1999 |
| --------------- | ---- | -- | ---- |
| Australian Open | –    | –  |      |
| Roland Garros   | –    | –  |      |
| Wimbledon       | 1R   | 1R |      |
| US Open         | –    | –  |      |